# Diáspora europeia
Diáspora europeia é o termo usado para se referir às comunidades em todo o mundo que são descendentes do movimento imigratório histórico de europeus, principalmente para América, África e Australásia, entre outras áreas ao redor do planeta. A emigração da Europa começou em grande escala durante os impérios coloniais europeus dos séculos XVIII e XIX e continua até os dias atuais. Trata-se especialmente do Império Espanhol no século XVI ao XVII (expansão do Hispanosfera), do Império Britânico entre os séculos XVII e XIX (expansão da Anglosfera), do Império Português e do Império Russo no século XIX (expansão russa para a Ásia Central e o Extremo Oriente Russo).
De 1815 a 1932, mais de  65 milhões de pessoas deixaram o continente europeu (apesar de alguns terem retornado para casa), principalmente para "áreas de assentamento europeu" na América (especialmente nos Estados Unidos, Canadá, Argentina, Uruguai e Brasil), Austrália, Nova Zelândia e Sibéria. Estas populações também se multiplicaram rapidamente em seu novo habitat; muito mais do que as populações europeias na África e da Ásia. Como resultado, às vésperas da Primeira Guerra Mundial, 38% da população total do mundo era de ascendência europeia.
No continente asiático, as populações europeias (especificamente de russos) predominam na Ásia Setentrional, que faz parte da Federação Russa. A África não tem países com maiorias de descendentes de europeus, mas existem minorias significativas na África do Sul e na Namíbia. Os países da América que receberam uma grande onda de imigrantes europeus entre 1820 e 1930 foram: Estados Unidos (32,5 milhões), Argentina (6,5 milhões), Canadá (5 milhões), Brasil (4,8 milhões), Cuba (1,3 milhões) e Uruguai (713 mil).; outros países receberam um fluxo migratório mais modesto (representando menos de 10% da emigração europeia total para a América Latina) foram: Chile (483 mil) e Peru (250 mil)